# بانی لیک گم شده
بانی لِیک گم شده (به انگلیسی: Bunny Lake Is Missing) فیلمی به کارگردانی اتو پرمینجر است که در سال ۱۹۶۵ منتشر شد. از بازیگران آن می‌توان به لارنس الیویه، کیر دوله، آنا مسی، آدرین کوری و نوئل کاوارد اشاره کرد.